# Thomas Ioannou
Thomas Ioannou (en griego: Θωμάς Ιωάννου; Pafos, 19 de julio de 1995) es un futbolista chipriota que juega en la demarcación de defensa para el Akritas Chlorakas de la Segunda División de Chipre.

## Selección nacional
Tras jugar con la selección de fútbol sub-17 de Chipre, la sub-19 y la sub-21 hizo su debut con la selección absoluta el 7 de octubre de 2020 en un partido amistoso contra República Checa que finalizó con un resultado de 1-2 a favor del combinado checo tras el gol de Loizos Loizou para Chipre, y los goles de Tomáš Holeš y Vladimír Darida para República Checa.

## Clubes
| Club                        | País   | Año       | Partidos | Goles |
| --------------------------- | ------ | --------- | -------- | ----- |
| AEP Paphos FC               | Chipre | 2013-2014 | 26       | 1     |
| Pafos FC                    | Chipre | 2014-2016 | 54       | 3     |
| AEK Larnaca FC              | Chipre | 2016-2017 | 4        | 0     |
| Doxa Katokopias FC (cedido) | Chipre | 2017-2018 | 29       | 1     |
| AEK Larnaca FC              | Chipre | 2018-2021 | 73       | 1     |
| Ethnikos Achnas             | Chipre | 2021-2022 | 31       | 0     |
| Olympiakos Nicosia FC       | Chipre | 2022-2024 | 38       | 1     |
| Akritas Chlorakas           | Chipre | 2024-     | 1        | 0     |

## Palmarés

### Campeonatos nacionales
| Título              | Club           | País   | Año  |
| ------------------- | -------------- | ------ | ---- |
| Supercopa de Chipre | AEK Larnaca FC | Chipre | 2018 |